# Castelul Habsburg
Castelul Habsburg (în germană Schloss Habsburg, în documentele vechi Habichtsburg) aflat în Elveția este situat pe teritoriul localității Habsburg, în cantonul Argovia, la o altitudine de 505 m deasupra nivelului mării, pe coama dealului Wülpberg. Este cunoscut ca fiind bastionul ancestral al dinastiei Habsburg, a cărei ascensiune a început odată cu achiziția teritoriilor din împrejurimi. Se pare că fondatorul castelului Habsburg a fost Radbot la 1020/1030. În 1108, Otto al II-lea a fost primul strămoș al familiei care este atestat documentar purtând titlul de conte de Habsburg.
Habsburgii au trăit aici doar aproximativ două sute de ani. Devenind tot mai puternică familia de Habsburg a părăsit castelul în jurul anului 1220/1230, deoarece acesta era o reședință prea mică și nesemnificativă în raport cu aspirațiile ei. Ulterior castelul a fost acordat diferiților slujitori de rang înalt. După ocuparea Argoviei în 1415 de către membri Confederației Vechi a Elveției, habsburgii, care între timp își clădiseră un centru de puterii mult mai important la Viena au pierdut definitiv castelul lor ancestral. Din 1804 castelul Habsburg este proprietate a cantonului Argovia .
Primele părți ale castelului au fost construite la începutul secolului al XI-lea și, în mai multe etape, castelul Habsburg a fost mărit dublându-se. După ce Habsburgii au părăsit castelul, partea din față, mai veche a castelului, aflată în est, a devenit ruină. Partea cea mai nouă, aflată în spate, la vest, a rămas intactă, cu excepția câtorva modificări, castelul și-a păstrat aspectul până în zilele noastre. În 1978/1983 și 1994/1995, au avut loc ample cercetări arheologice. Castelul Habsburg se află sub protecție cantonală din 1948 și este un bun cultural național în inventarul elvețian al bunurilor culturale. Castelul a fost folosit ca restaurant din 1979 și găzduiește, de asemenea, un muzeu despre propria istorie.

## Localizare

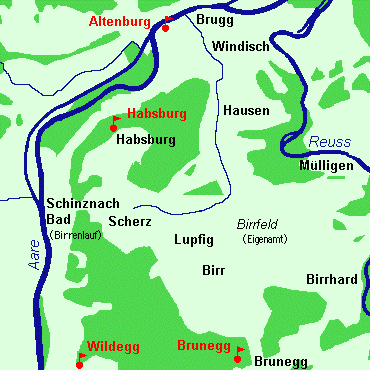
Amplasarea castelului Habsburg

Castelul Habsburg este situat la nord-vest de centrul satului omonim, la o distanță de aproximativ 35 de metri deasupra satului. Complexul castelului este situat la aproximativ trei kilometri sud-vest de orașul vechi al capitalei districtului, Brugg, se întinde pe o lungime de puțin peste 100 de metri pe creasta stâncoasă a dealului Wülpelsberg. Dealul acesta, este compus din calcar și acoperit de o pădure mixtă, formează o margine a Faltenjurei. Spre vest și spre nord, aceasta coboară abrupt până la 160 de metri în lunca râului Aare. Pe de altă parte, părțile estice și sudice ale crestei formează marginea unui platou ușor înclinat, care se tranziționează perfect în Birrfeld. Puțin mai mult de 400 metri la sud-vest de castel este autostrada A3 care trece prin tunelul Habsburg  

## Istoric

### Istoria timpurie
În perioada Hallstatt (secolul I și II î.Hr.), o mică așezare a existat la locul castelului actual. Din a doua jumătate a sec. A.E., pe Wülpelsberg s-a aflat o stație de semnalizare a romanilor. Aceasta a fost întreținută de legionari de la patru kilometri nord-est din tabăra militară de la Vindonissa (astăzi localitatea Windisch). Stația de semnalizare a furnizat o linie de vedere între tabără și Pasul Bözberg și a fost probabil încă în funcțiune după închiderea taberei în 101. La sfârșitul secolului al III-lea, Wülpelsberg a servit ca refugiu pentru civili. A fost usor de aparat si a promis protectia fata de raidurile de jaf sporadice ale alemanilor, pe care putini soldati nu îl putea oferi in ultima perioada romană târzie.

### Legenda fondării
Potrivit unei legende pe care Ernst Ludwig Rochholz a înregistrat-o pentru prima dată la mijlocul secolului al XIX-lea, Radbot a fost constructorul castelului. A locuit în Altenburg, lângă Aare, în interiorul zidurilor unui castel construit de romani. În căutarea unui șoim pierdut în timpul vânătorii, partida sa de vânătoare a urcat pe Wülpelsberg împădurit dens și a găsit pasărea evadată în vârful dealului. Radbot a recunoscut poziția favorabilă a dealului și a decis să construiască un castel în acest punct.
Aegidius Tschudi se opune cu vehemență legendei cu șoimul. Acesta scrie: Dar că un poet fabulos scrie că a primit numele Habichsburg de la un Habich / îl contrazice pe episcopul Wernher, fondatorul castelului, cu propriul certificat / așa după Anno Domini 1027, lui Muri Gottshuß este încă găsit nedeteriorat / Aici este Habesburg și nu Habichsburg. Prin urmare, Habsburg derivă din Habesburg, cu sensul de a avea / a avea (păstra sau asigura).
Din moment ce avea prea puțini bani pentru a construi castelul, Radbot i-a cerut ajutorul fratelui său, episcopul Werner I de Habsburg de la Strasbourg. Werner a acordat acest lucru și a venit să viziteze clădirea. Cu toate acestea, a găsit doar un turn simplu pe Wülpelsberg. Werner l-a mustrat aspru pe Radbot, după care l-a asigurat ca într-o singură noapte castelul va avea un zid puternic. Când Werner s-a trezit a doua zi dimineață, mulți cavaleri au fost tabărați în jurul castelului cu slujitorii lor. Contele Radbot l-a liniștit pe episcopul înspăimântat și a spus că cavalerii i-au urmat chemarea. Zidurile puternice ale castelului sunt utile numai dacă sunt apărate de adepți fideli și bine plătiți.

### Castelul ancestral al Habsburgilor

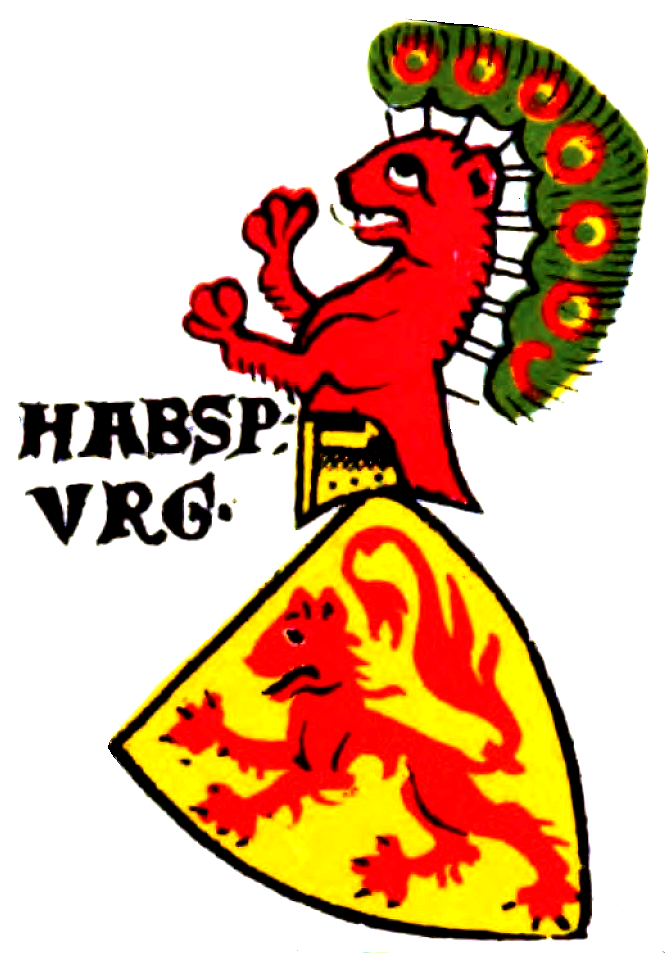
Cea mai veche reprezentare a stemei celor din "Habspurg" în heraldica din Zurich de la aprox. 1340

Originea dinastiei cunoscute mai târziu ca „de Habsburg” este neclară. Conform Arta Murensia, creat în jurul anului 1160, Guntram cel Bogat, care se presupune că provine dintr-o ramură a familiei eticonizilor alsacieni, este considerat progenitor. În a doua jumătate a secolului al X-lea, el a împrăștiat proprietăți în Argovia, Breisgau, Frickgau, Alsacia superioară (Haut-Rhin) și Zürichgau. În Argovia, proprietatea de sine s-a concentrat pe zona dintre râul Aare și gura râului Reuss, așa-numita auto-administrare. Alte posesiuni se aflau mai la sud în zona din jurul localităților Muri și Bremgarten. Fiul lui Guntram, Lanzelin  (sau Kanzelin) a dat ordin să construiască un mic castel folosind zidurile existente ale unui fort roman de pe Aare, castelul Altenburg. De aici, el gestionase proprietatea in biroul sau, unde avea un număr deosebit de mare de puteri.
Într-un testament datat din 1027, episcopul Werner I de Habsburg de la Strasbourg, fiul lui Landolt - care este identificat cu Lanzelin, fiul lui Guntram - este descris ca fiind fondatorul Habsburgilor. Cu toate acestea, acest lucru se va dovedi a fi un fals făcut în jurul anului 1085. Între timp, se consideră că fratele mai mic al lui Werner, Radbot, a construit Habsburgul în jurul anilor 1020/30 în jurul a doi kilometri sud de Altenburg. Impulsul pentru acest lucru a fost probabil o feudă cu următorul său frate mai mic, Rudolf, care se prăbușise în jurul proprietății Muri și a dus la distrugerea curții de acolo. În acest context se află și întemeierea abației Muri de către Radbot și soția sa, Ita von Lothringen, fiica ducelui Friedrich von Ober- Lothringen, în 1027 - probabil că va îndura o datorie pe care o aveau asupra lor. 

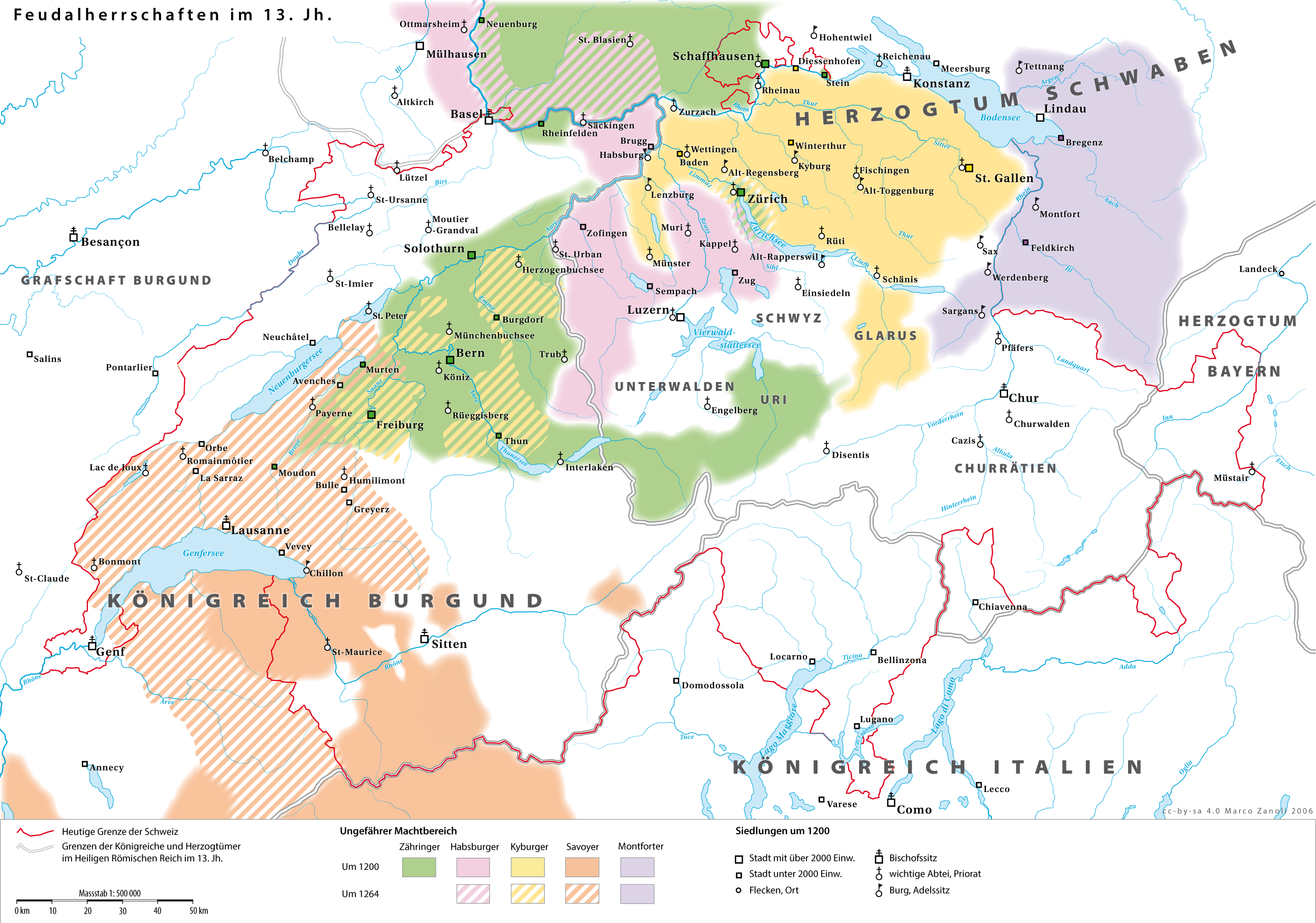
Feude semnificative în Elveția în jur de 1200

Probabil că numele castelului provine din vechiul cuvânt german hab sau haw , care înseamnă „trecere de râu”.  Acest lucru înseamnă un vad la Altenburg, unde bărcile din aval au trebuit să acopere pentru a evita ocolurile care au urmat. Traficul de bărci putea fi monitorizat din castel.  Cu toate acestea, scopul castelului a fost în primul rând acela de a extinde teritoriul și de a simbolizarea pretenției de a guverna. Teza predominantă în prima jumătate a secolului al XIX-lea potrivit căreia Habsburgul a fost construit ca bază militară în timpul conflictului cu Regatul Burgundiei pentru a asigura frontiera și rutele de trafic a fost respinsă.  Într-un document din 1108 numit Havichsberch, numele i s-a schimbat în Habsburg prin Havekhesperch (1150), Habisburch (1213) și Habsburc (1238/39). De asemenea, în 1108, Otto al II-lea este primul membru al familiei care a fost certificat drept Conte de Habsburg (comite de Hauichsburch ). 
Deși Habsburgii au devenit propietari Alsacia Superioară și executori judecătorești ai Strasbourg la sfârșitul secolului al XI-lea, în zona Elveției de astăzi, aceștia s-au aflat inițial în umbra marilor familii aristocrate mai puternice. Datorită statutului lor de adepți loiali ai Staufer și ai creării de relații de familie diverse, după dispariția familiei Lenzburger în 1173, aceștia au reușit să își preia drepturile regionale în vestul Zürichgau și Frickgau, în jurul anului 1200, de asemenea, în sudul Argoviei.

Atunci când au fost adăugate alte zone după dispariția familiei Zähringer în 1218,  Habsburgul s-a dovedit curând a fi prea mic și prea puțin reprezentativ pentru contii care au devenit puternici. Între 1220 și 1230 s-au mutat din fortăreața lor și s-au stabilit în orașul învecinat Brugg. În deceniile următoare, o clădire (demolată în 1864 în timpul construcției unei imprimerii), cunoscută ulterior sub numele de „Efffturhof”, a servit drept una dintre cele mai importante reședințe ale acestora.  În 1273 Rudolf I a fost ales rege al Germaniei și a putut, de asemenea, să moștenească patrimoniul conților de Kyburg. Cinci ani mai târziu, el a reușit în bătălia de la Marchfeld să-l îvingă pe regele Boemiei, Ottokar II și cucerește ducatele Austriei și Stiriei . Aceasta a mutat centrul de putere al Habsburgilor spre Viena ; posesiunile împrăștiate prin Elveția, Alsacia și sudul Germaniei au fost preluate.

### Schimbarea proprietarilor

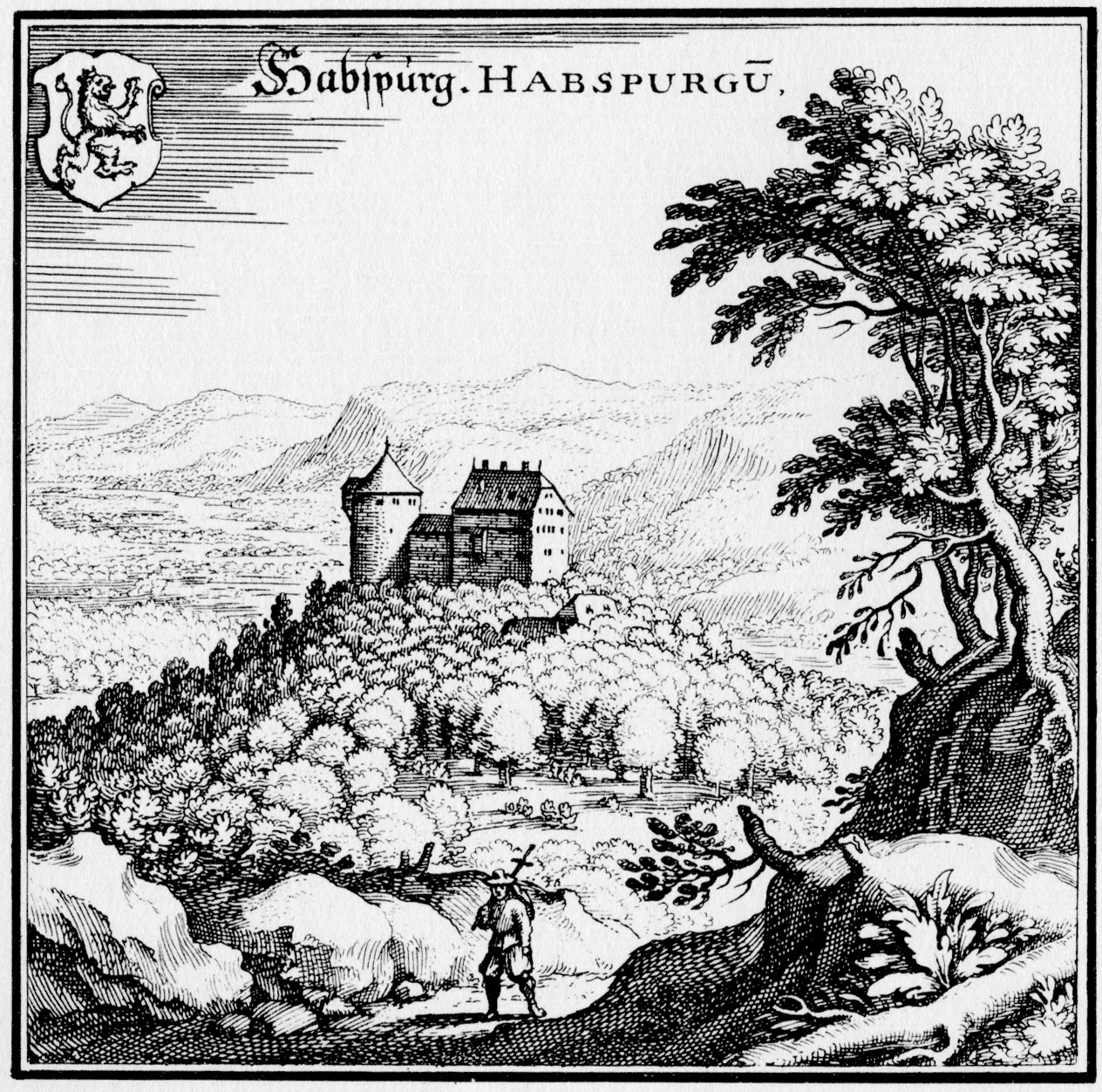
Vedere asupra Castelului Habsburg în Topographia Helvetiae, Rhaetiae et Valesiae de Matthäus Merian, 1642

După ce a servit drept reședință a conților de Habsburg, castelul a fost acordat diferitelor familii slujitoare. Partea din față, care rămânea nelocuită, a fost preluată de către lorzii de Wülpberg. Spatele feudei a seneșalii familiei Habsburg-Wildegg, care au avut importante birouri de judecată unde gestionau feuda Habsburg, de asemenea, au gestionat si alte castele din vecinătate (Schenkenberg sau Wildegg, cel mai probabil și Freudenau). Aceștia erau inițial o singură familie, dar s-au împărțit în 2 ramuri cel mai târziu în al doilea trimestru al secolului al XIII-lea.
Lorzii de Wülpelsberg au murit în jurul anului 1300, iar partea din față a căzut cavalerului Werner al II-lea von Wohlen, care locuia la Brugg. Fiul său Cunrat al III-lea în 1364 a dobândit o parte din spatele castelului de la seneșali. Henmann von Wohlen, fiul lui Cunrat, a cumpărat restul de acțiuni în 1371 și a unit toate părțile castelului într-o singură mână. [13] La începutul secolului al XV-lea, pădurea de la sud și est a castelului a fost defrișată și s-a format cătunul din Habsburg, care a constat inițial din doar câteva case și a crescut ca un sat în secolul al XVIII-lea.

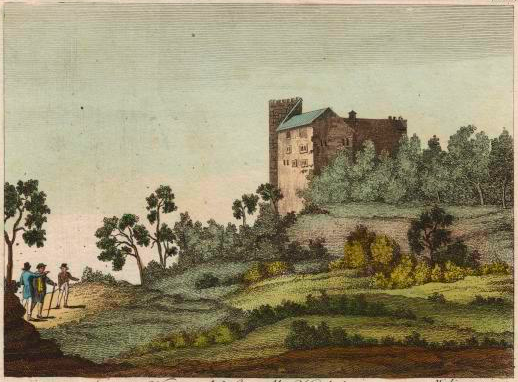
Vedere asupra castelului Habsburg la începutul secolului XIX

Tensiuni latente între regele Sigismund de Luxemburg și arhiducele austriac Frederic al IV-lea au fost descărcate la Conciliul de la Konstanz, în martie 1415, când Frederic a ajutat pe anitpapa Ioan al XXIII-lea să scape. Sigismund a solicitat confederaților elvețieni să cucerească teritoriile habsburgice în numele reichului, după care Berna a ocupat rapid partea de vest a Argoviei.  având în vedere situația fără speranță, Henmann von Wohlen s-a predat fără luptă la sfârșitul lunii aprilie 1415 și a recunoscut noii stăpâni ai țării din Berna. În schimb, acesta a primit o garanție cu privire la acquis-ul comunitar, în timp ce Habsburgii și-au pierdut definitiv castelul ancestral 
Henmann von Wohlen și-a transferat proprietatea în 1420 nepotului său Peterman von Greifensee, care a vândut castelul, orașului Bern în 1457. În 1462, Castelul Habsburg a fost primită de Hans Arnold Segeser, iar în 1469 de către mănăstirea Königsfelden din Windisch, care a fost fondată de Habsburgs în memoria asasinării lui Albercht I. Când mănăstirea a fost răsturnată în 1528 ca urmare a reformei, castelul Habsburg a intrat din nou în posesia orașului Berna. Administrația a fost preluată acum de maestrul instanței din Königsfeld, care era un paznic înalt staționat în castel și a trimis un administrator de proprietate pentru a gestiona câmpurile, pădurile și podgoriile din jur. Începând din 1804, Castelul Habsburg este deținut de Cantonul Argovia, care a continuat să îl utilizeze ca fermă.

### Istoric arhitectural

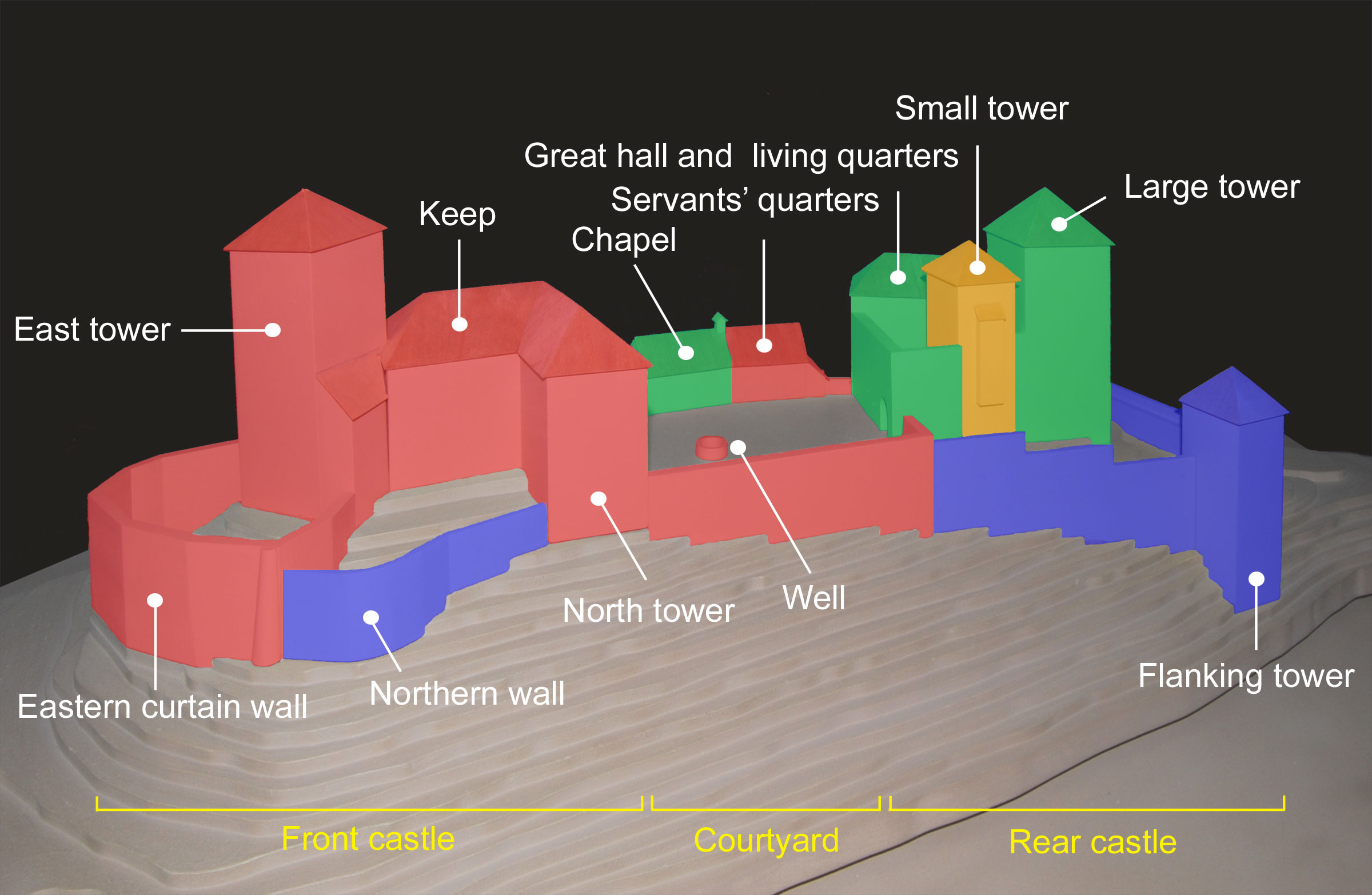
Castelul din 1250, văzut din nord.
██ Construit înainte de 1100. 1600 în ruine.
██ Construit între 1100 și 1250. 1600 în ruine.
██ Construit înainte de 1100. 1600 încă în picioare.
██ Construit între 1100 și 1250. 1600 încă în picioare
Cu excepția capelei, clădirile de culoare verde și portocaliu există și astăzi.

Castelul Habsburg a fost construit în mai multe etape. Împărțirea sa în castelul frontal din est, curtea castelului central și castelul din spate în vest se întoarce la extinderea fundației în secolul al XI-lea.
Partea cea mai veche, castelul frontal ruinat, a constat inițial în mare parte din lemn. Activitatea ulterioară de construcție a distrus rămășițe și urme. Casa de piatră este datată din al doilea sfert și jumătatea secolului al XI-lea. Clădirile ecleziastice și economice au fost amplasate în curtea castelului și este posibil să fi fost din lemn. Un perete circular , construit ca un zid uscat sau ca o palisadă de lemn , înconjura casa de piatră pe trei laturi. 
În ultima treime a secolului al XII-lea s-a înregistrat o expansiune semnificativă a părții din față a castelului. Casa de piatră a fost completată de turnul de est, Osterbering, un turn în stil zwinger și turnul de nord, în timp ce în curte au fost construite capela castelului și o fântână. Zidul din curtea castelului și construcția micului turn, prima componentă a castelului din spate, se încadrează și în această perioadă. Construcția din secolul al XII-lea era limitată la inelul de nord, care lega turnul de nord cu inelul de est. Partea din față a castelului a fost în mare parte finalizată. 
La începutul secolului al XIII-lea a început construcția castelului din spate. Pe partea de vest a turnului mic se afla turnul mare deosebit de puternic, pe latura de nord, un alt zid cu turnul flancat din partea de vest cea mai îndepărtată. Din secolul al XIII-lea până în secolul al XIV-lea, a urmat proiectul castelului cu vedere spre sud. De când castelul din față fusese deja lasat să se destrame în acel moment, pentru a putea apăra mai bine castelul din spate, in curte se excavase un șanț, iar in curte se mai înălțau încă două ziduri. Răuinele castelului din față au fost tdemolateîn jurul anului 1680, locul a fost nivelat în 1815. Renovările castelului din spate au avut loc în 1866/67, 1897/98, 1947/49, 1979 și cel mai recent în 1994/96 

### Utilizarea curentă
Castelul este folosit ca restaurant din 1979. Mesele sunt amplasate în holul cavalerului de la etajul doi, în camera castelului la sud-vest și în camera gotică spre sud-est la primul etaj și în taverna de la parter. Jägerstube-ul din turnul mic și curtea castelului sunt de asemenea folosite de gastronomia locală. Spațiile gestionate sunt proiectate pentru aproximativ 200 de persoane. O crama este atașată de afacerea restaurantului. 

În turnul mic și mare există o expoziție gratuită cu panouri informative despre dinastia Habsburgilor, istoria construcției și așezării și a vieții de zi cu zi din castel în Evul Mediu. Castelul face parte din rețeaua muzeală Muzeul Argov din 2009. 

## Castelul din față

### Casa de piatră
Casa de piatră găzduiește cele mai vechi rămășițe conservate ale întregului complex. Clădirea, care datează din anul 1020/30, a fost inițial vacantă. Lungimea laturilor era de 18.5 până la 13.2 de metri, care depășește cu mult dimensiunile castelelor contemporane din aria mai largă. Grosimea peretelui de 1.9 de metri sugerează că piatra cu mai multe niveluri a servit nu numai în scopuri de reprezentare, ci și în scopuri de apărare.
Pereții au fost conservați doar până la o înălțime de doar doi metri. Aceștia constau din pietre mici de casă și au crăpături intermitente. În partea de est există o ușă care duce la parterul sub formă de subsol.  Intrarea de pe partea de nord a fost modernizată, după cum o demonstrează descoperirile. În interior există un perete transversal, care a fost construit în ultima treime a secolului al XI-lea și în secolul al XII-lea. Această măsură sugerează o creștere a casei de piatră. Funcția a două cioturi atașate la peretele de nord în acea perioadă rămâne neclară. Partea de vest a peretelui transversal este ocupată de un rezervor de apă construit în 1908. 